# Doslidne, Nosivka
Doslidne (în ucraineană Дослідне) este un sat în comuna Cervoni Partîzanî din raionul Nosivka, regiunea Cernihiv, Ucraina.

## Demografie
Componența lingvistică a localității Doslidne
     Ucraineană (97,95%)
     Rusă (1,86%)
     Alte limbi (0,19%)
Conform recensământului din 2001, majoritatea populației localității Doslidne era vorbitoare de ucraineană (97,95%), existând în minoritate și vorbitori de rusă (1,86%).